# HD38312
HD38312 — хімічно пекулярна зоря спектрального класу A2, що має видиму зоряну величину в смузі V приблизно  6,8.
Вона  розташована на відстані близько 448,0 світлових років від Сонця.